# جمشیدیه (فیلم)
جمشیدیه فیلمی به کارگردانی و نویسندگی یلدا جبلی ساختهٔ سال ۱۳۹۷ است که نخستین بار در سی و هفتمین دوره جشنواره فیلم فجر به نمایش درآمد.
از نکات قابل توجه «جمشیدیه» حضور کیومرث پوراحمد و بهرام عظیمی دو کارگردان مشهور سینما و پویانمایی ست که در این فیلم به ایفای نقش پرداخته‌اند.

## بازیگران
| بازیگر          | نقش        |
| --------------- | ---------- |
| سارا بهرامی     | ترانه      |
| حامد کمیلی      | امیر       |
| پانته‌آ پناهی ها | همسر مقتول |
| سعید چنگیزیان   | بابک       |
| ستاره پسیانی    | نفیسه      |
| محمد ولی زادگان | ستار       |
| ندا جبرائیلی    | پرستو      |
| شادی کرم رودی   | تمنا       |
| حمیرا نونهالی   | مادر ترانه |
| کاوه کاتب       | آریا       |
| لیلی فرهادپور   | سرور       |
| کیومرث پوراحمد  | پدر امیر   |
| بهرام عظیمی     | قاضی       |
| بهرنگ تنکابنی   | بازپرس     |